# Lovce
Lovce é um município da Eslováquia, situado no distrito de Zlaté Moravce, na região de Nitra. Tem 10,19 km² de área e sua população em 2018 foi estimada em 697 habitantes.

## Demografia
| Ano:        | 1994 | 2004   | 2014   | 2024   |
| ----------- | ---- | ------ | ------ | ------ |
| Broj ljudi: | 661  | 699    | 661    | 703    |
| Razlika:    |      | +5,74% | -5,43% | +6,35% |

| Ano:               | 2023 | 2024   |
| ------------------ | ---- | ------ |
| Número de pessoas: | 704  | 703    |
| Diferença:         |      | -0,14% |